# 御経坂峠
御経坂峠（みきょうざかとうげ）は、京都府京都市右京区内にある国道上の峠である。また別名として単に御経坂とも呼ばれる。

## 概要
標高216mの国道162号上に位置する峠である。京都市右京区内の梅ヶ畑蓮華谷と同区梅ヶ畑御経坂町を隔てている。周山街道の別名を持つ国道162号において京都から若狭を目指す場合、最も初めに越えなければならない峠である。峠には地蔵は見当たらないが、地名看板にて御経坂峠との案内が出ており、古くから残る峠が姿を消していく中、現代にもしっかりその名を残す峠である。

## 道路状況
片側1車線の確保された道路を持つ峠である。しかし京都市内側は家屋が道路ぎりぎりに立っているので、それまでの道路幅より若干狭くなる。急カーブが連続し、峠道らしい勾配がある区間もあるが通行量は多い。福井県から京都市内に入る幹線であると同時に、嵐山-高雄パークウエイへのアクセスも担う国道162号の中でも最も混雑する区間である。特に秋は紅葉の名所である為、休日には渋滞は必至である。

## 峠付近からの接続道路
- 嵐山-高雄パークウエイ

## 隣接する峠
- 笠峠（京都市北区・同市右京区）